# Vigie de la Romaine
La Vigie de la Romaine est une habitation située sur la commune du Croisic, dans le département français de la Loire-Atlantique. Elle est le point le plus haut de la Côte sauvage de la presqu'île guérandaise

## Présentation
Le site, qui culmine sur cette partie de la Côte sauvage de la presqu'île guérandaise, est occupé à l'origine par un ancien corps de garde du XVIIIe siècle pour surveiller le littoral. Celui-ci tombe en ruine, avant d'être rénovée dans les années 1930 par un architecte un peu original, qui en fait une vigie moderne et qui n'a de « Romaine » que le nom.

### Histoire
La pointe de la presqu'île, sur la côte sauvage, constituait un excellent poste d'observation déjà 10 000 ans avant notre ère.
En 1744, le duc d'Aiguillon, gouverneur de Bretagne, y fait élever un simple corps de garde. Utilisé comme sémaphore jusqu'au milieu du XIXe siècle, il est ensuite désaffecté par les services maritimes puis tombe en ruine. Il est vendu à un particulier en 1883. En 1930, l'architecte nantais André Chauvet rachète le vieux corps de garde et le réhabilite.
En 1943, l'habitation principale est complètement détruite par l'armée d'occupation allemande qui la remplace par un radar. Mais l'architecte propriétaire, André Chauvet, décide, au sortir de la deuxième guerre mondiale, d'opérer une reconstruction de la vigie. Il reconstruit l'édifice en 1949, en le reculant un peu par rapport à son emplacement d'origine. Les bâtiments visibles aujourd'hui sont issus de ces constructions successives.

### Œuvres inspirées
Ferdinand du Puigaudeau réalise « La vigie de la romaine au Croisic », une huile sur toile représentant l'ancien corps de garde.
Jean-Philippe Fluteau réalise également un tableau représentant l'ancien corps de garde.